# Shenxi
Shenxi (chinesisch 深溪镇, Pinyin Shēnxī Zhèn) ist eine Großgemeinde des Stadtbezirks Honghuagang von Zunyi in der Provinz Guizhou der Volksrepublik China. Der Gemeindecode ist 520302105, die Bevölkerung beläuft sich auf 27.951 Personen (Stand: Zensus 2010) bei einer Gemeindefläche von 98,95 km².
Der Gemeinde unterstehen die acht Dörfer Pingqiao, Yong’an, Fuxing, Shenxi, Longjiang, Gaofang, Qingjiang und Dawo sowie die Einwohnergemeinschaft Shenxishui.